# Паштровски витез
„Паштровски витез” је југословенски музички ТВ филм из 1982. године. Режирао га је Арса Милошевић који је написао и сценарио  по делу Стефана Митров Љубише.

## Улоге
| Глумац               | Улога             |
| -------------------- | ----------------- |
| Миленко Павлов       | Кањош Мацедоновић |
| Веселин Стијовић     | Дужд              |
| Вера Злоковић        | Дуждева кћи       |
| Љиљана Бурмазов      | Вила              |
| Живојин Ћирић        | Судија            |
| Бранислав Дамњановић | Чиновник 4        |
| Милорад Гагић        | Судија 2          |
| Тибор Хегедиш        | Сенатор 2         |
| Душан Јанковић       | Сенатор 1         |
| Милутин Јевђенијевић | Чиновник 2        |
| Гордана Јевтовић     | Дуждева кћи       |
| Сава Јовановић       | Чиновник 1        |
| Бранка Камбашковић   | Вила              |
| Драган Лукић Омољац  | Стражар           |
| Велизар Максимовић   | Жбир              |

Остале улоге  ▼
| Глумац             | Улога             |
| ------------------ | ----------------- |
| Зинаид Мемишевић   | Писарчић          |
| Милутин Мићовић    | Судија 1          |
| Предраг Милинковић | Сенатор           |
| Зоран Миљковић     | Чиновник 3        |
| Ђорђе Минов        | Чиновник          |
| Миомир Николић     | Адвокат           |
| Милан Панић        | Адвокат           |
| Богољуб Петровић   | Фурлан            |
| Драгољуб Петровић  | Судија            |
| Миливоје Петровић  | Кањош Мацедоновић |
| Радован Поповић    | Писарчић          |
| Радисав Радојковић | Жбир              |
| Слободан Станковић | Дужд              |